# Lynn Schenk
Lynn Schenk (New York, 5 gennaio 1945) è una politica e avvocato statunitense, membro della Camera dei Rappresentanti per lo stato della California dal 1993 al 1995.

## Biografia
Nata nel Bronx, la Schenk era figlia di un sopravvissuto all'Olocausto. Dopo aver frequentato le scuole pubbliche, conseguì la laurea in legge a San Diego e successivamente si specializzò in diritto internazionale alla London School of Economics and Political Science.
Mentre lavorava come avvocato, la Schenk si dedicò anche all'attivismo politico, occupandosi soprattutto della causa femminista: fu una delle massime sostenitrici dell'Equal Rights Amendment. In seguito collaborò per diversi anni con alcuni importanti politici dell'epoca fra cui Walter Mondale e Jerry Brown.
Nel 1984, dopo l'adesione al Partito Democratico, si candidò alla carica di Supervisore della Contea di San Diego ma venne sconfitta dalla repubblicana Susan Golding, che qualche anno dopo divenne sindaco della città di San Diego.
Nel 1992 si candidò per un seggio di nuova creazione alla Camera dei Rappresentanti e riuscì a farsi eleggere. Due anni più tardi, tuttavia, la Schenk fu una delle vittime della cosiddetta "rivoluzione repubblicana" (nel 1994 infatti il Partito Repubblicano ottenne una grande popolarità che lo portò a conquistare la maggioranza al Congresso strappando diversi seggi ai democratici in carica).
Dopo aver lasciato la Camera, la Schenk continuò ad operare nel settore politico e fu capo di gabinetto del governatore della California Gray Davis. Attualmente continua a lavorare come avvocato ed è membro di alcuni consigli di amministrazione fra cui quello dello Scripps Research Institute.